# 应龙城
应龙城，位于中国青海省共和县青海湖海心山，为第五批青海省文物保护单位，公布日期为1988年9月15日，类型为古遗址。
应龙城的历史年代为唐。